# Litus neotropicus
Litus neotropicus är en stekelart som beskrevs av Dmitriy Alekseevich Ogloblin 1955. Litus neotropicus ingår i släktet Litus och familjen dvärgsteklar. Inga underarter finns listade i Catalogue of Life.